# 无喙兰属
无喙兰属（学名：Archineottia或Neottia）是兰科下的一个属，为腐生兰。该属共有4种，分布于东亚。